# Arnold Lang
Arnold Lang (Oftringen, 1855 – Zurigo, 1914) è stato uno zoologo svizzero.
Docente all'università di Zurigo, è noto per ricerche di filogenesi ed embriologia in generale.

## Opere
- Lehrbuch der vergleichenden Anatomie der wirbellosen Thiere, 2 Tl., 1888–94
- Beitrag zu einer Trophocöltheorie, 1903
- Die experimentelle Vererbungslehre in der Zoologie seit 1900, 1914